# Římskokatolická farnost Rabí
Římskokatolická farnost Rabí je zaniklým územním společenstvím římských katolíků v rámci sušicko-nepomuckého vikariátu českobudějovické diecéze. Farnost zanikla k 31. prosinci 2019, jejím právním nástupcem je farnost Budětice, která je excurrendo spravovaná z farnosti Sušice.

## O farnosti

### Historie
Farnost v Rabí byla zřízena v roce 1870 při bývalé hradní kapli Nejsvětější Trojice. Ta byla povýšena na farní kostel. Ten byl roku 1907 vymalován malířem J. Hybšem. V roce 1970 byl farní status přenesen na hřbitovní kostelík sv. Jana Nepomuckého. Později byl kostel Nejsvětější Trojice přeměněn na výstavní prostor.

### Současnost
Nástupnická farnost Budětice je součástí kollatury farnosti Sušice, odkud je vykonávána její duchovní správa. Od 1. července 2013 byl administrátorem excurrendo R. D. Václav Hes, jeho nástupcem se stal R. D. Marek Antoni Donnerstag. K roku 2025 je jejím správcem R. D. Andrzej Urbisz.
| Kostel                      | Místo | Bohoslužba             | Bohoslužba                | Poznámka        |
| --------------------------- | ----- | ---------------------- | ------------------------- | --------------- |
| Kostel sv. Jana Nepomuckého | Rabí  | sobota                 | 18.00 v létě 16.30 v zimě | farní kostel    |
| Kostel Nejsvětější Trojice  | Rabí  | neslouží se pravidelně | neslouží se pravidelně    | filiální kostel |